# Funny Business Inc
Funny Business Inc (FBI) er et dansk booking- og produktionsselskab, der beskæftiger sig med underholdning, navnlig standupcomedy. Forkortelsen 'FBI' må ikke forveksles med det amerikanske forbundspoliti, Federal Bureau of Investigation, der ligeledes forkortes FBI.

## Nuværende og tidligere komikere tilknyttet FBI
- Anders Fjeldsted
- Anders Grau
- Alex Thelander
- Brian Lykke
- Brian Mørk
- Carsten Bang
- Carsten Eskelund
- Casper Christensen
- Christian Fuhlendorff
- Dan Andersen
- Elias Ehlers
- Frank Hvam
- Geo
- Heino Hansen
- Jacob Tingleff
- Jacob Wilson
- Jan Gintberg
- Jesper Juhl
- Jonatan Spang
- Jonas Mogensen
- Lars Hjortshøj
- Lasse Rimmer
- Linda P
- Mads Keiser
- Martin Høgsted
- Mette Frobenius
- Michael "MC" Christiansen
- Michael Schøt
- Mick Øgendahl
- Mikael Wulff
- Mikkel Rask
- Mikkel Klint Thorius
- Morten Wichmann
- Nikolaj Stokholm
- Omar Marzouk
- Phillip Devantier
- Ruben Søltoft
- Rune Klan
- Sebastian Dorset
- Simon Talbot
- Steen Molzen
- Thomas Hartmann
- Thomas Warberg
- Thomas Wivel
- Tobias Dybvad
- Torben Chris
- Uffe Holm